# Зубило

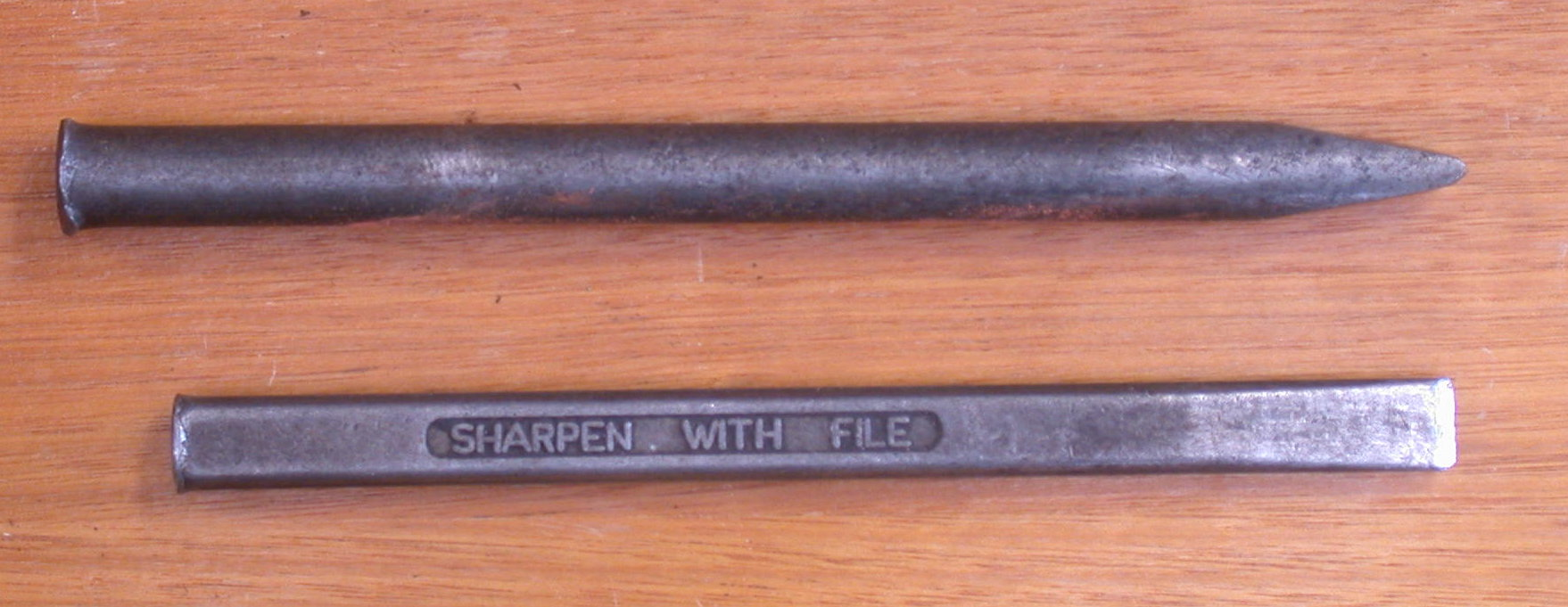
Зубило с непригодным затыльником

Зуби́ло (бородо́к) — ударно-режущий инструмент для обработки металла или камня. При сообщении зубилу ударного усилия со стороны бойковой части (затыльника) с помощью молотка, кувалды, бойка отбойного молотка, рубильного молотка, бетонолома или перфоратора режущая кромка зубила воздействует на обрабатываемый материал, разрезая его или раскалывая.

## Устройство зубила и применение

На рисунке показана режущая кромка с углом заострения α.
Угол α выбирается из ряда 35°, 45°, 60°, 70° в зависимости от условий работы инструмента

Зубило представляет собой, в большинстве случаев, продолговатый стержень, в сечении имеющий прямоугольную, круглую, овальную или многогранную форму. Зубило затачивается с одного конца (рабочая часть), а другой конец его тела (затыльник) предназначен для ударов молотком. Для обеспечения безопасной работы и защиты рук от случайных ударов молотка, на тело зубила может надеваться «грибок» — полая рукоятка с бортиком, выполненная из резины, дерева, пластмассы или металла. Рабочая часть зубила имеет двухстороннюю заточку с главным и вспомогательным углами резания; для повышения стойкости режущая кромка слегка затуплена. Хвостовик и рабочая часть зубила обязательно подвергается термоулучшению.
В зависимости от условий работы для изготовления зубил применяют следующие материалы:
- Изготавливается из Углеродистой инструментальные стали (У7, У8, У9, У7А, У8А, 6ХС, 9ХС). Хвостовик обычно отпущен , а режущяя кромка закалена.
- Конструкционные стали (45, 50, 40Х, 60С2) оснащённые твердосплавными пластинами (ВК15, ВК20, ВК25, ВК30, ВК8В): для рубки камня.

Кроме того, зубило возможно использовать как импровизированный ключ: на грани гайки делается насечка, и, установив зубило под углом к грани гайки, несильными ударами молотка гайка откручивается/закручивается. Метод позволяет откручивать/закручивать гайки со «слизанными» гранями, но требует определённого навыка.

## Разновидности зубил

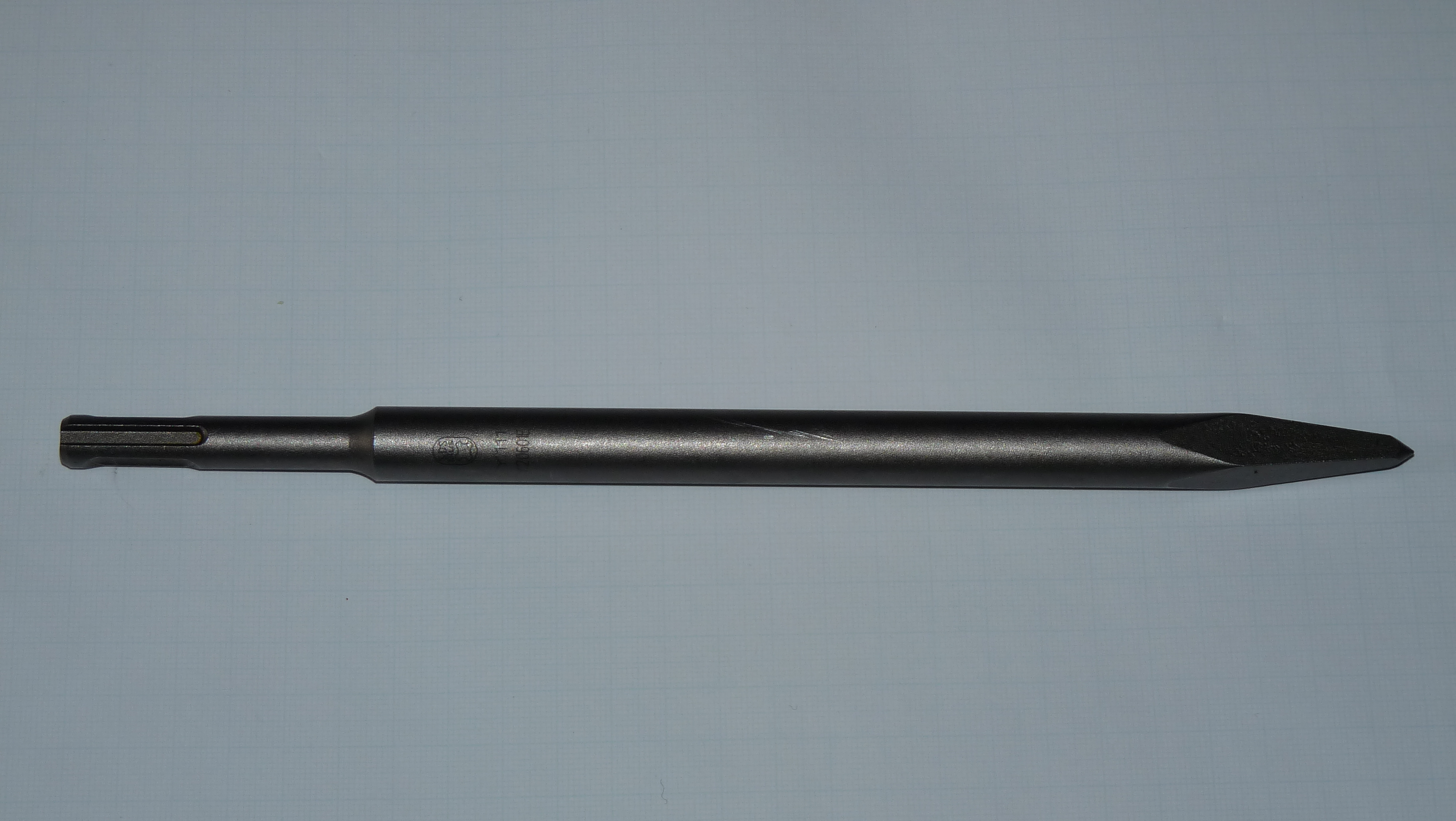
Пика-зубило

Слесарное зубило — для одо незакалённых металлов.
- Крейцмейсель — имеет зауженную режущую кромку, предназначен для вырубки пазов и канавок в металлах[2].
- Канавочник — разновидность крейцмейселя с фигурной режущей кромкой.
- Пика-зубило — зубило для оснастки пневматических бетоноломов, отбойных и рубильных молотков.
- Кузнечное зубило — насажено на длинную деревянную ручку подобно молотку. Это позволяет удалить держащую зубило руку от раскалённого металла, но может применяться и для холодной рубки[3]. Кузнечные зубила могут быть и фасонными, с закруглённой режущей кромкой[4]. Кузнечное зубило относится к накладному кузнечному инструменту.
- Скарпе́ль[5] — круглый или гранёный стержень из стали, на одном из концов расширен (в виде наточенной лопатки), другой конец используется для ударов молотком (возможны варианты с использованием пневматического инструмента[6]). Скарпель предназначен для гладкой обработки камня (в основном, скульпторами)[7].